# Lucas Biglia
Lucas Rodrigo Biglia (ur. 30 stycznia 1986 w Mercedes) – argentyński piłkarz występujący na pozycji pomocnika w tureckim klubie Fatih Karagümrük SK i reprezentacji Argentyny.

## Kariera klubowa
Karierę zaczynał w Argentinos Juniors. W klubie występował latach 2003–2005, rozgrywając 15 spotkań i strzelając jednego gola. W 2005 przeszedł do Independiente. W czasie rocznego pobytu zdążył rozegrać w drużynie 38 meczów. W sezonie 2006/07 przeszedł do RSC Anderlecht. W latach 2013–2017 był zawodnikiem S.S. Lazio. 16 lipca 2017 podpisał trzyletni kontrakt z Milanem.

## Kariera reprezentacyjna
Jego największym sukcesem reprezentacyjnym jest wywalczenie wraz z reprezentacją Argentyny do lat 20 Mistrzostwa Świata U-20 w 2005 roku.

## Sukcesy

### Drużynowe
- Mistrzostwo Świata U-20: 2005
- Mistrzostwa Świata 2014:  Srebrny

### Indywidualne
- Najlepszy Piłkarz Eerste Klasse: 2007